# Esther Alder
Esther Alder (Solothurn, 1958) is een Zwitsers politica van de Groene Partij. Tussen 1 juni 2015 en 31 mei 2016 was ze burgemeester van Genève.